# 新温駅
新温駅（シノンえき、朝鮮語: 신온역）は、朝鮮民主主義人民共和国平安北道大館郡にある駅であり、平北線および大館里線に属する。 

## 歴史
- 1939年9月27日：昌坪駅として開業[1]。
- 日時不明：新温駅に改称。

## 隣の駅
平北線
大寧江駅 - 新温駅 - 豊年駅
大館里線
新温駅 - 大館里駅